# Blitzlichtgewitter
Blitzlichtgewitter (auch bekannt als Delirious – Promi-Fieber, Originaltitel: Delirious) ist ein US-amerikanischer Independentfilm, der 2006 veröffentlicht wurde. In Deutschland strahlte Arte den Film 2011 aus. Blitzlichtgewitter handelt von einem jungen Obdachlosen, der als Assistent eines Paparazzo erste Einblicke in die Welt der Stars bekommt und sich prompt in eine Sängerin verliebt. Die Gesellschaftssatire von Tom DiCillo kreist um Freundschaft, Identität sowie Sensationsjournalismus.

## Handlung
Der Obdachlose Toby Grace hält sich in New York durch das Sammeln von Abfall, schnorren und Gelegenheitsdiebstähle über Wasser. Als er die Bekanntschaft mit einigen Paparazzi macht, die der bekannten Sängerin K’Harma Leeds auflauern, trifft er erstmals K’Harma, der er hilft, aus einem Nebenausgang zu verschwinden. Am Abend überredet Toby den widerwilligen Paparazzo Les Galantine, dass er in dessen Wohnung übernachten darf. Am nächsten Morgen bietet Toby an, für Unterkunft als Assistent zu arbeiten. Les willigt ein, bietet an, für Toby Headshots zu machen, und die beiden können bald erste Erfolge verzeichnen, als sich ihnen die Möglichkeit bietet, ein Foto eines Promis zu schießen, der gerade von einer Genitaloperation kommt. Von Stolz erfüllt nimmt Les Toby mit zu seinen Eltern, denen er seinen Schnappschuss, der in einer Zeitung veröffentlicht wurde, präsentieren will. Diese sind davon jedoch zu Les’ Enttäuschung wenig angetan.
Bei den Music-Awards trifft Toby wieder auf K’Harma. Als sie gefragt wird, wer Toby sei, meint sie, teils notgedrungen, teils ernst gemeint, er sei ihre Verabredung. Daraufhin gelangt er in den VIP-Bereich und lässt Les alleine zurück. Gemeinsam mit K’Harma verbringt er daraufhin eine platonische Nacht.
Als er am nächsten Morgen auf Les trifft, ist dieser enttäuscht und verärgert über Toby. Als K’Harma Toby zu ihrer Geburtstagsfeier einlädt, möchte er dies wiedergutmachen und bringt zu der Feier Les mit. Obwohl dieser zuvor versprach, keine Fotos zu machen, zückt er jedoch seine Kamera, beide werden vor die Tür gesetzt und Toby verliert K’Harmas Vertrauen. Als Toby Les damit konfrontiert, dass dieser versprochen hatte, keine Bilder zu schießen, versenkt er die Speicherkarte mit den Bildern als Zeichen, dass es ihm leid tut, im Kaffee. Toby, der Les nicht traut, findet die Bilder kurz darauf auf dem Rechner von Les und die beiden gehen im Streit auseinander.
Daraufhin verzeichnet Toby Erfolge als Schauspieler in einer Reality-Soap, in der er einen Obdachlosen spielt. Die Bekanntheit nutzt Toby, um sich öffentlich bei K’Harma zu entschuldigen und ihr seine Liebe zu gestehen. Les versucht unterdessen, sich bei Toby zu entschuldigen und wieder mit ihm zu treffen, dieser blockt jedoch ab. Les wird immer frustrierter, und als alle um ihn herum nur noch von Toby sprechen, plant er diesen mit Hilfe einer umgebauten Kamera zu töten. Als er vor dem roten Teppich die Kamera zückt, um Toby zu erschießen, zögert er jedoch. Als Toby Les daraufhin erblickt und ihm freudig die Hand entgegenstreckt, zückt er schließlich seine Zweitkamera und schießt stattdessen ein Bild von Toby.
Nach dem Abspann sieht man Les, der in einer Talkshow über das Bild von Toby spricht, mit dem er schließlich auch berühmt wurde.

### Hauptfiguren

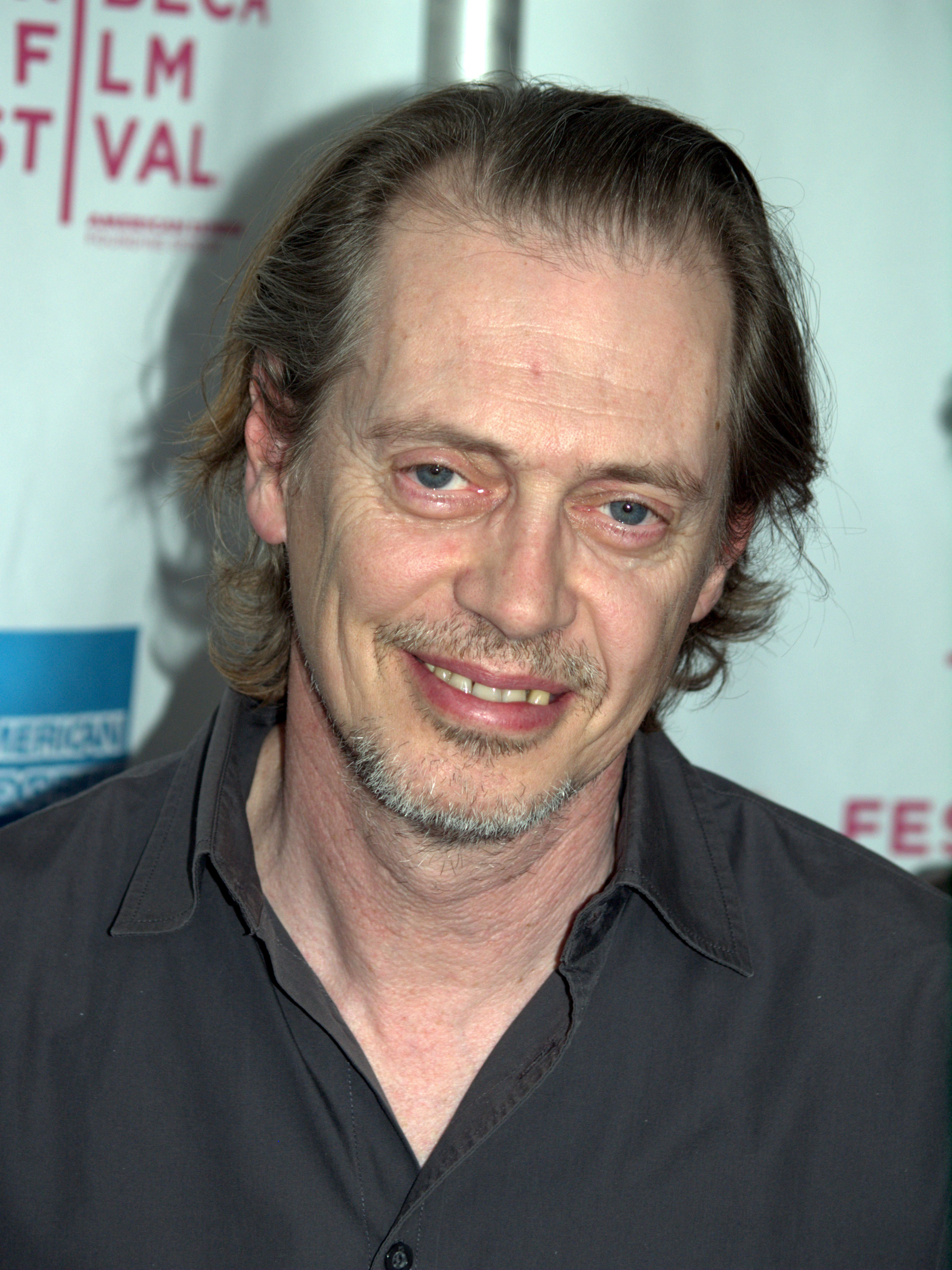
Steve Buscemi, Darsteller von Les Galantine
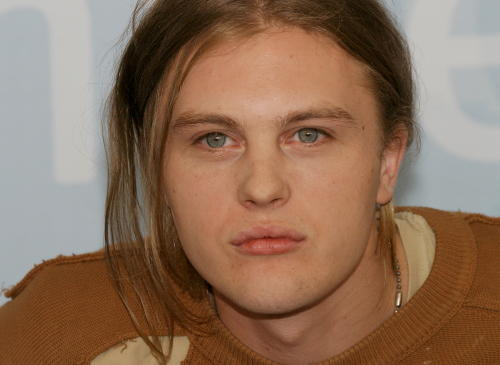
Michael Pitt, Darsteller von Toby Grace
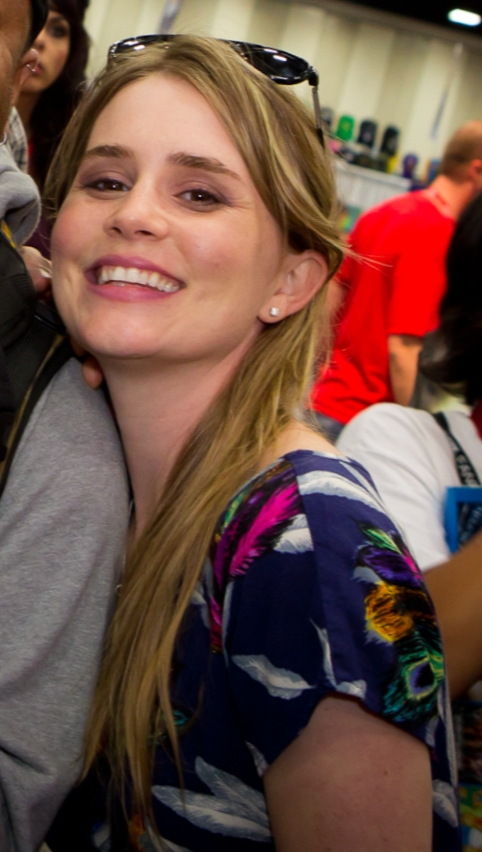
Alison Lohman, Darstellerin von K’Harma Leeds

Les Galantine
Les hat durch seine mürrische und ungemütliche Art wenige Freunde, mit seinen Kollegen beziehungsweise Konkurrenten versteht er sich noch am ehesten. Dennoch gibt er sich der Illusion hin, er sei kein gewöhnlicher Paparazzo, sondern professioneller Pressefotograf. Seine Arbeit, die er nicht zimperlich angeht, ist durch die Sprichwörter „Go with the Flow“ und „Shot heard ’round the world“ geprägt. Von seinen Eltern erhofft er sich vergebens Anerkennung. Zu Toby baut Les langsam eine echte Freundschaft auf.
Toby Grace
Toby, ein charmanter junger Mann, kam von Philadelphia nach New York um Schauspieler zu werden, dort treibt er sich daraufhin als Obdachloser herum. Durch seine Arbeit als Assistent von Les macht er die Bekanntschaft mit einer Castingchefin, die ihm eine Rolle in der Reality-Soap verschafft. Mit dieser geht er eine Beziehung ein, die jedoch in die Brüche geht, als er seine Liebe zu K’Harma vor laufender Kamera gesteht.
K’Harma Leeds
K’Harma ist eine junge, erfolgreiche Sängerin. Ihre Eltern haben sich gegen sie gestellt und fordern von ihr 7 Millionen US-Dollar für ihre Erziehung. Auch ihr Freund verlässt sie bald für eine Andere. Den einzigen Halt, den sie hat, bekommt sie durch ihre beiden Manager. Nach außen hin mimt sie die starke Frau, in Wirklichkeit ist sie jedoch tief verletzt und alleine gelassen. Mit ihren Liedern drückt sie aus, dass sie auf der Suche nach ihrer wahren Liebe ist. Diese scheint sie dann in Toby, den sie „mein Obdachloser“ nennt, zu finden. Als dieser ihr Vertrauen verletzt, sinkt sie wieder in ihre Einsamkeit zurück. Kurzzeitig nimmt sie auch wieder die Beziehung zu ihrem Ex auf, bis sie die Entschuldigung von Toby im Fernsehen sieht.

## Synchronisation
Die deutschsprachige Synchronisation entstand nach einem Dialogbuch und unter der Dialogregie von Jens Wawrczeck im Auftrag der Studio Hamburg Synchron.
| Darsteller       | Sprecher           | Rolle              |
| ---------------- | ------------------ | ------------------ |
| Steve Buscemi    | Santiago Ziesmer   | Les Galantine      |
| Michael Pitt     | Leonhard Mahlich   | Toby Grace         |
| Alison Lohman    | Sonja Stein        | K’Harma Leeds      |
| Cinqué Lee       | Tim Knauer         | Corey              |
| Gina Gershon     | Marion von Stengel | Dana               |
| Rodrigo Lopresti | Tobias Schmidt     | Demo               |
| Richard Short    | Nicolas König      | Jace Hipley        |
| Ronald Guttman   | Erik Schäffler     | Restaurant Manager |
| Kevin Corrigan   | Matthias Klimsa    | Ricco              |

## Kritiken
Der Film erhielt überwiegend gute Kritiken. Metacritic gibt aus 22 Zeitungskritiken einen Metascore von 66/100 an. Die Internetseite Rotten Tomatoes zählte von 58 Kritiken 81 % positive Kritiken. Der Film wurde als Gesellschaftssatire auf die Oberflächlichkeit der Promiwelt verstanden.

„Delirious, vom Regisseur und Drehbuchautor Tom DiCillo beweist spezielle Qualität, weil er Paparazzi nicht als Ziel, sondern als Subjekt betrachtet.“

„‚Delirious‘ ist eine witzige und hintergründige Gesellschaftssatire, in der Regisseur Tom DiCillo […] die Star-Manie der heutigen Zeit aufs Korn nimmt. Das auf Filmfestivals mehrfach ausgezeichnete Werk lebt besonders von dem herrlichen Spiel von Steve Buscemi und Michael Pitt, die hier als ungleiches Paparazzo-Duo überzeugen.“

„Delirious ist ein Film über die Absurditäten der Star-Manie in der heutigen Welt, über Schein und Sein und das Selbstwertgefühl eines jeden Einzelnen. Und es ist auch ein klassisches Aschenputtel-Märchen, in dem ein obdachloser Jugendlicher es schafft, ganz nach oben zu gelangen. Regisseur Tom DiCillo ging es in seiner Gesellschaftssatire darum, die Schizophrenie einer Welt zu zeigen, in der es wichtige Leute gibt und solche, die keinen grossen Wert zugesprochen bekommen. Und wenn die ganze Welt einen als wichtig einschätzt, so ist man es, egal was man für eine Meinung von sich selbst hat.“

## Auszeichnungen
- Festival Internacional de Cine de Donostia-San Sebastián: Silberne Muschel für die „Beste Regie“ an Tom DiCillo.